# 厌离
厌离佛教术语；其中的“厌”指餍足、厌斥，“离”指出离、離欲（virāga、vairāgya），即说对世间苦、集之知晓进而對世俗生活“厭倦”、不感興趣，而愿意出离苦，求涅槃道。《俱舍论》提出四种厌离：有厌非离、有离非厌、有厌亦离、有非厌离。

## 厌离秽土
大乘佛教淨土宗主張“厭離穢土，欣求淨土”，即對五濁惡世要生起厭離心，不可貪愛五慾，要欣然希求往生極樂淨土。